# Velká americká výměna

Zelené siluety představují severoamerické druhy s jihoamerickými předky; modré siluety představují jihoamerické druhy se severoamerickými předky

Velká americká výměna (anglicky Great American Biotic Interchange, zkráceně GABI) označuje migraci živočišných společenstev Severní a Jižní Ameriky po vytvoření Panamské šíje, která vznikla v průběhu pliocénu před zhruba 3 miliony lety.

## Pozadí
Jižní Amerika v průběhu kenozoika představovala kontinent izolovaný od Severní Ameriky, byť dlouhodobě existovalo spojení se zbytky Gondwany: Drakeův průliv mezi Jižní Amerikou a Antarktidou se otevřel teprve ve svrchním eocénu před asi 36 miliony lety, tato událost se pojí se vznikem cirkumantarktického proudu a postupným zaledněním Antarktidy. Toto starší spojení kontinentů mj. nejspíš umožnilo kolonizaci Austrálie vačnatci, kteří pocházejí z Jižní Ameriky.
V období těsně před velkou americkou výměnou zahrnovala jihoamerická fauna velké množství endemitů a tamější společenstva se v mnohých ohledech odlišovala od společenstev dalších kontinentů. Například úlohu velkých i malých savčích predátorů zde zastávali vačnatí savci – zástupci skupiny Sparassodonta. Konkurenty jim mohli být masožraví pozemní ptáci z čeledi Phorusrhacidae. V pliocénu stále přežívali i jihoameričtí kopytníci ze skupin Litopterna a Notoungulata, z nichž první jmenovaní představovali analogii koní či velbloudů, druzí jmenovaní pak analogii hrochů či nosorožců (například rod Toxodon). Jižní Amerika je taktéž charakteristická evolucí chudozubých (Xenarthra), již zahrnovali i dnes již vyhynulé zástupce megafauny, jako byli velcí pozemní lenochodi.
Linie některých živočichů se do Jižní Ameriky a z Jižní Ameriky dostaly již dávno před pliocénem. Například klad dikobrazočelistných hlodavců Caviomorpha kolonizoval Jižní Ameriku již ve svrchním eocénu před asi 41 miliony lety, ve svrchním oligocénu fosilní záznam této skupiny zahrnuje většinu současných čeledí. Během snížené mořské hladiny za oligocénu do Jižní Ameriky pronikli i předkové dnešních ploskonosých opic, a to zřejmě přes Atlantik z Afriky. Medvídkovití (Procyonidae) se do Jižní Ameriky dostali již během svrchního miocénu, a to jako jediné šelmy. Severoamerickou faunu naopak obohatili lenochodi z čeledi Megalonychidae, a to zřejmě postupnou kolonizací přes Karibské ostrovy (metoda „ostrovních skoků“). Na základě molekulárně-fylogenetických analýz předcházela vzniku pozemního mostu migrace mnohých forem, a to včetně žab, což může být překvapivé, neboť netolerují slanou mořskou vodu. Hlavní migrační vlně živočichů mohlo předcházet mísení rostlinných společenstev.

## Průběh a dopad
Během GABI v pliocénu a pleistocénu představovala hlavní migrační koridor Panamská šíje, která sloužila rovněž jako filtrační zóna. Studován je zejména její vliv na šíření savců. Do Jižní Ameriky se ze severu dostali koňovití (např. Hippidion), tapírovití, velbloudovití, jelenovití, chobotnatci (např. čeleď Gomphotheriidae), psovití, kočkovití (včetně rodu Smilodon), medvědovití (podčeleď medvědi krátkohlaví) a další šelmy, rejskovití či různí hlodavci – velmi úspěšná se ukázala být jedna linie křečkovitých (Sigmodontinae), jež nyní početně hlodavčí fauně Jižní Ameriky dominuje. Z jihu na sever pronikli vačice, někteří hlodavci (urzonovití do mírných oblastí, pakovití a agutiovití do tropů), ploskonosé opice či četné linie chudozubých. Chudozubí byli vůbec nejúspěšnější jihoamerickou skupinou, přičemž Severní Ameriku kolonizovaly i jejich velké pozemní formy, jako byli glyptodonti a obří lenochodi. Zástupci lenochodí čeledi Megalonychidae, kteří se do Severní Ameriky dostali již „v předstihu“, odtud následně rekolonizovali Jižní Ameriku.
Statisticky má asi 50 % současných jihoamerických savců původ v Severní Americe, zatímco pouze 21 % současných severoamerických savců má svůj původ v Jižní Americe. Podle klasického výkladu „úspěšnější“ severní savci vytlačili konkurenčně slabší jižní savce, nicméně tento pohled nemusí být přesný. Jednou z trhlin této hypotézy je skutečnost, že vyhynutí jihoamerických taxonů se ne vždy časově snoubí s invazí severoamerických forem. Například většina dravých sparassodontů vyhynula zřejmě již před invazí šelem, podobně jihoameričtí kopytníci ze skupin Litopterna a Notoungulata vymírali již před hypotetickým vlivem migrantů (a poslední přežívající zástupci těchto skupin podle Bentona vyhynuli společně s jejich údajnými konkurenty, mastodonty a koňovitými).
Vysvětlení vymizení některých původních jihoamerických savců tak mohou poskytovat například dopady klimatických změn, jako je nástup chladnějšího a suššího klimatu (zřejmě i v důsledku andské orogeneze). Větší úspěch severoamerických savců může být také důsledkem skutečnosti, že jihoameričtí savci byli specialisty zejména na biotop tropického deštného lesa, takže se v mnohých případech nerozšířili dále než do Střední Ameriky. Naproti tomu severoamerickým savcům mohly vyhovovat relativně nové jihoamerické biotopy travnatých plání a světlých lesů. Vymření některých skupin savců v průběhu GABI by každopádně nemělo být zaměňováno s pozdějším vymíráním v pleistocénu.
Z hlediska ptactva umožnil vznik panamské šíje zejména rozšiřování specialistů na tropické deštné lesy, přičemž oproti savcům dominovala migrace od jihu k severu. Do Severní Ameriky se ze zaznamenáníhodných forem dostali rovněž velcí draví forusracidé, nicméně výzkumy rodu Titanis naznačují, že k jejich migraci došlo již před vytvořením kontinentálního mostu.